# Melišče
Melišče je nasipališče oz. krušišče ob vznožju skalne stene ali strmega pobočja. Je z vegetacijo pretežno neporaslo pobočje z nakloni 25° do 40° in je opredeljeno kot poseben habitatni tip. Nastane s kopičenjem kamnitega drobirja, ki zaradi mehaničnega preperevanja kamnin in nestabilnega zemljišča pada s sten. Na melišča vplivajo podnebni elementi, sestava kamnin, vpad skladov in voda; melišča pa vplivajo na vodne razmere v njih samih in v celotnih porečjih.

## Nastanek in razvoj melišč
Kjer je velika stenovitost, so ugodni pogoji za nastanek melišč, kjer pa je majhna, so pogoji slabi ali pa jih sploh ni. Nagnjenost pobočja mora biti takšna, da se na njem zadrži gruščnati material. Naklon melišča je odvisen od naklona podlage, na katero se odlaga gradivo. 
Na kamnine delujeta tako fizikalno in kemično preperevanje in se medsebojno dopolnjujeta.

### Mehanično razpadanje
- Material se odstranjuje s pobočij s hudourniškim odnašanjem izpod vznožja melišča in s samim vplivom deževnice in snežnice, ki odnašata s seboj droben material.
- Temperaturno kolebanje povzroča tako temperaturno kot zmrzlinsko preperevanje, pri čemer je največkrat začetnik in pospeševalec prav zmrzal.
- Veter, ki je eden izmed vzrokov za nastajane melišč, nima tako velikega vpliva kot temperatura. Veter raznaša s sten v globino posamezne preperele delce. Prav tako povzroča premikanje delcev na samem melišču.
- Na melišča vpiva tudi živi svet. Obiskovalci pospešujejo padanje kamenja s sten. S tekom po melišču premešajo gradivo ter tako vplivajo na njegovo sortiranost. Na ta način se ohranjajo v nižjih legah mnoga manjša melišča, ki bi se sicer fosilizirala. Divjad vpliva na melišče bolj ploskovno. Vpliv ni tako izrazit in opazen na prvi pogled.

### Kemično preperevanje
Na karbonatni grušč vpliva kemično raztapljanje (korozija) in odplavljanje karbonatov.

## Oblika melišč
V osnovi ločimo dva tipa melišč:
- Podstensko melišče, v katerih se zbira v stenah odkrušeno in odpadlo kamenje. Debelejše kamenje se kotali dalje, tako da je grušč na spodnjem robu debelejši. Značilen je enak naklon površja, ki je blizu nasipnega naklona, ki nastaja na stožcu nesprijetega kamenja, ki se nasipava z vrha. Naklon je med 29º in 33º, odvisno od debeline in robatosti kamenja. V Sloveniji so tovrstna melišča značilna za najvišje predele Kamniških Alp, kjer so stene tako nizke, da v njih še niso nastali izraziti kamini. Pojavljajo se tudi pod stenami z največjimi relativnimi višinami, ko se vpliv kaminov zaradi velike površine, s katere pada kamenje, popolnoma izgubi.
- Podžlebno melišče ima manjši naklon in je bolj raznoliko. V žlebovih in jarkih se zaradi plazov pozimi nabirata sneg in grušč iz ostenja, ki se prikotali po žlebovih. Če je na melišču sneg mehak, obtiči grušč na vrhu, po trdem snegu pa se razsuje daleč naokoli. Spomladi, ko se snežne padavine spremenijo v deževne, imajo v žlebu nastali hudourniki na vrhu melišča precejšno erozijsko moč. V sneg in gruščnato podlago vrezujejo korita.

Melišča pogosto prehajajo v hudourniške vršaje. Mejo pa lahko razmejimo glede na naklon, saj lahko pride gradivo v področje majhnega naklona le s pomočjo hudournikov in blatnih plazov, pa čeprav gre za direktno nadaljevanje melišča. So v nižjih legah, poglavitna razlika glede na melišče pa je v tem, da je gruščnato gradivo sekundarno transportirano. Ustvarja jih pretežno vodni transport. Nastajajo med obdobji hudih nalivov ali po intenzivnem taljenju snega pri čemer se tvorijo značilni nasipi.

## Živalstvo in rastlinstvo

### Rastlinstvo
Aktivna melišča so praviloma brez izrazite vegetacije, ko pa le-ta prevlada nad gruščem in gradivo veže med seboj, lahko govorimo o fosilnih meliščih. Na višinah od 1800 do 2000 m zasledimo zeliščno vegetacijo. Rastje je slabo zakoreninjeno. V višinah nad 2000 izgine tudi tovrstno rastje, med gruščem pa se pojavljajo mahovi in lišaji, višje pa le še lišaji. 
Na meliščih v višini 1500-1800 m, kjer je preperevanje izrazito ter tvorba prsti boljša, se pojavlja intenzivnejše zaraščanje. Za nastanek prsti so pomembne pionirske rastline na spodnji meji melišč.
Melišča so na osnovi Direktive o habitatih uvrščena v območja Natura 2000. Vegetacijske pasove na meliščih lahko razdelimo na pet glavnih pasov:
- rušje (Pinus mugo) - rušju, ki prevladuje, se pridružijo še druge grmovne ((različne vrbe (Salix spp.) in kranjska kozja češnja (Rhamnus fallax)) in drevesne vrste (smreka (Picea abies), in macesen (Larix dexidua)). Zeliščno plast sestavljajo alpske trave in šaši ter dlakavi sleč (Rhododendron hirsutum).
- gosta prerast - tla so prekrita med 50 in 100% z alpskimi travišči (prevladuje bilnica  Festuca spp. ter šaši Carex spp); melišča so v tem pasu najmanj aktivna.
- redka prerast - tla so prekrita med 20 in 50 %, melišča so bolj aktivna, prevladujejo trave in šaši in posamezne cvetoče in druge rastline.
- posamezne rastline - pokritost tal je manjša od 20%, značilna je odsotnost trav in šašev.
- neporaslo površje - je običajno največji del površine melišča ker gre za najbolj aktivni del. Pojav rastlin je posamezen in redek.

### Živalstvo
Od večjih živali najdemo na meliščih gamse, kozoroge ...